# 지진위험도

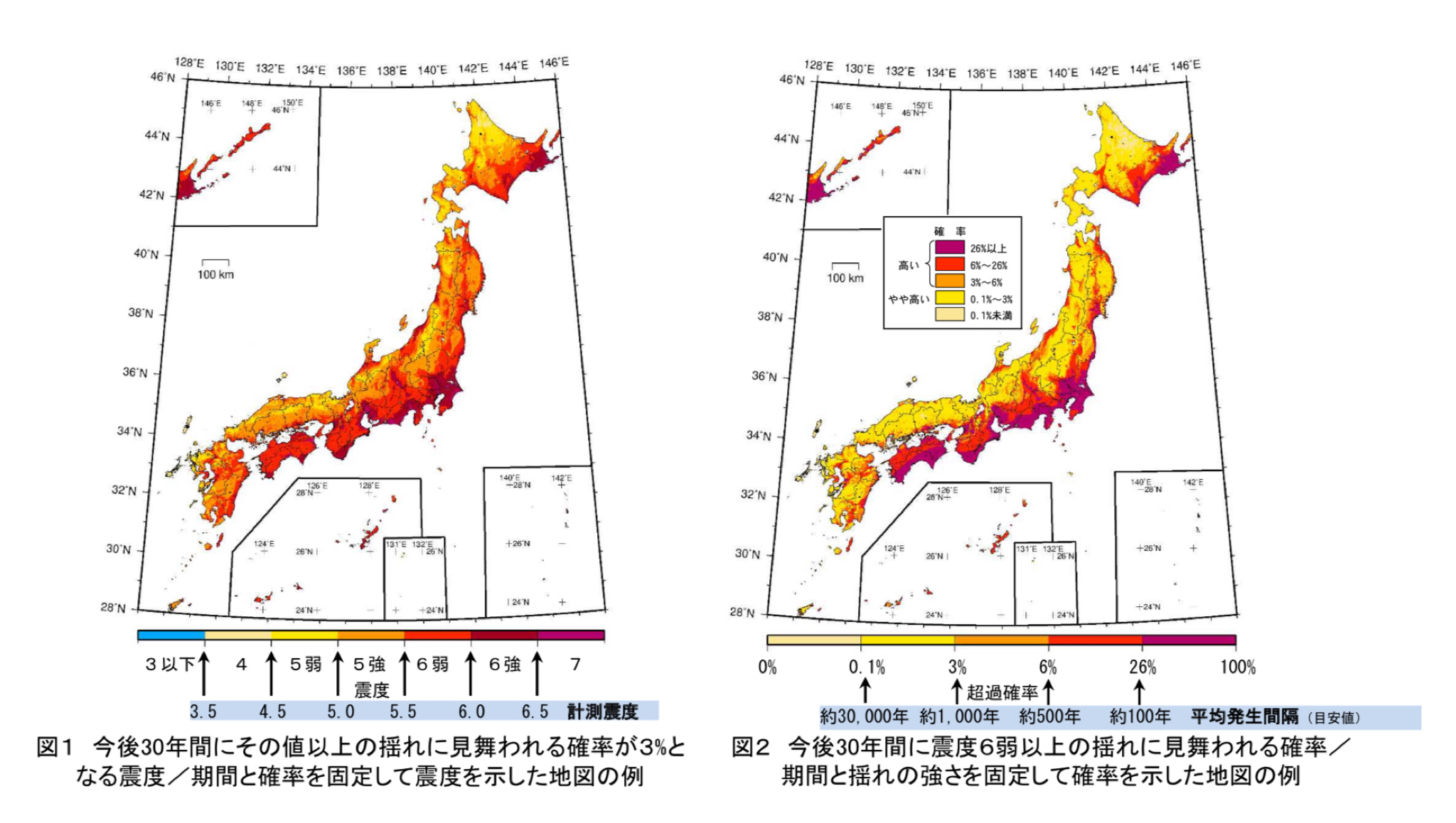
일본의 지진위험도 (지진조사연구추진본부 2020년)

지진위험도 또는 지진위험(Seismic risk)은 기존 지역의 지진의 위험도를 나타내는 것이다.
지진 위험은 지진으로 인해 건물, 시스템 또는 기타 물체가 손상될 위험을 말한다. 지진 위험은 대부분의 관리 목적에서 특정 기간 동안 발생할 수 있는 위험한 사건의 잠재적인 경제적, 사회적 및 환경적 결과로 정의되었다. 지진 위험이 높은 지역에 위치한 건물은 건전한 지진 공학 원칙에 따라 지어진 경우 위험이 낮다. 반면에 지진이 적은 지역에 위치한 건물, 액상화되기 쉬운 성토 위에 위치한 벽돌 건물은 위험이 높거나 높을 수 있다.
하위 분야로는 도시의 특정 문제를 살펴보는 도시 지진 위험이 있다. 지진 시나리오를 사용하여 위험 결정 및 비상 대응도 결정할 수 있다.